# 索雷博伊斯山
46°09′03″N 7°35′12″E / 46.150722°N 7.586694°E

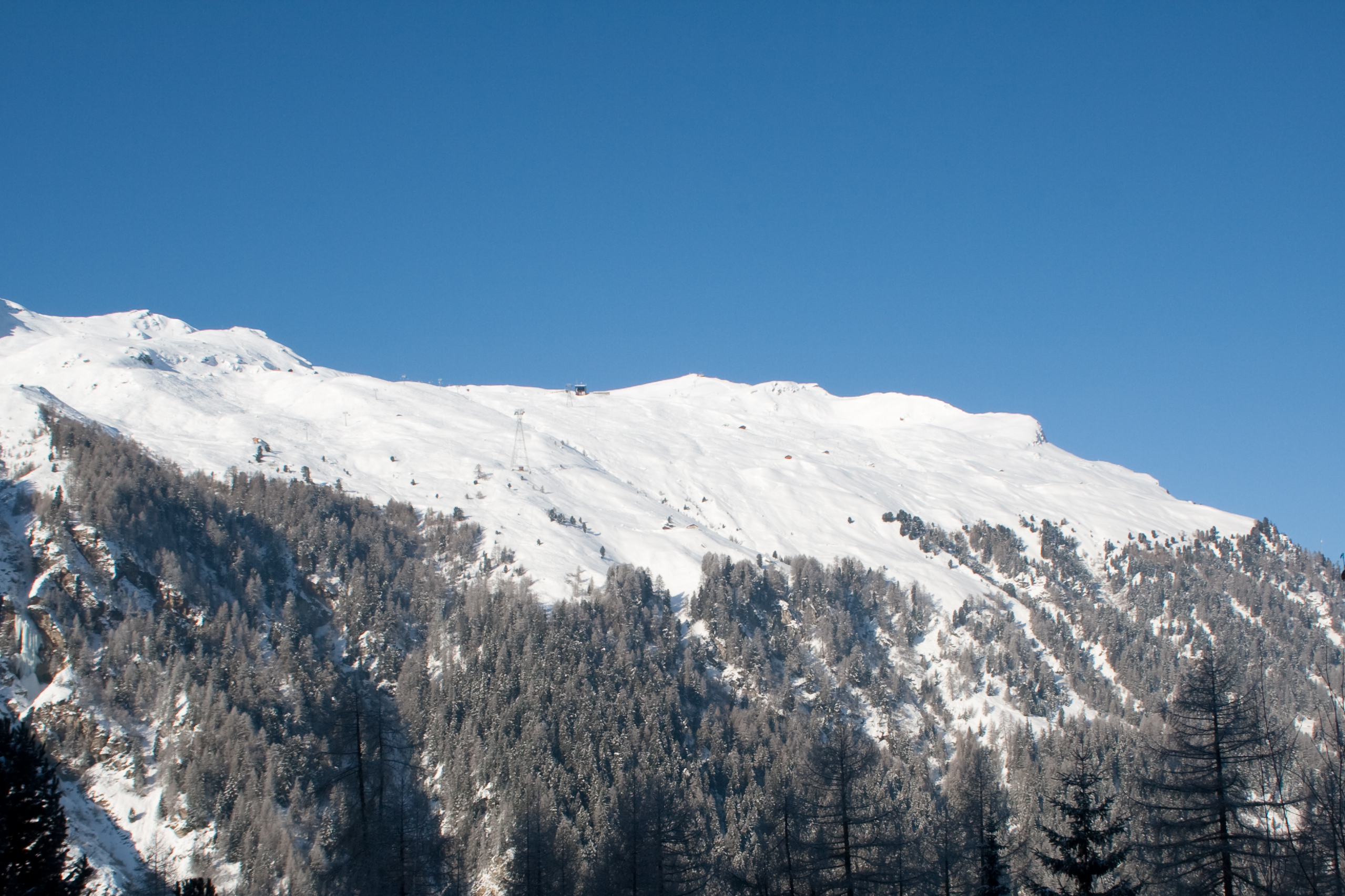

索雷博伊斯山（Corne de Sorebois），是瑞士的山峰，位於該國西南部，由瓦萊州負責管轄，屬於本寧阿爾卑斯山脈的一部分，海拔高度2,896米，每年平均降雨量1,585毫米。